# 尤里·阿尔贝托
尤里·阿尔贝托（葡萄牙語：Yuri Alberto；2001年3月18日—），全名尤里·阿尔贝托·蒙泰罗·达席尔瓦（葡萄牙語：Yuri Alberto Monteiro da Silva），是巴西足球运动员，场上司职中锋，目前效力于俄超球队泽尼特。

## 俱乐部生涯

### 桑托斯
2001年3月18日，尤里·阿尔贝托出生在巴西圣保罗州的城市圣若泽多斯坎波斯。2013年，12岁的他加入了桑托斯青训。2017年7月28日，阿尔贝托与球队签下了自己的首份职业合同，为期三年。
2017年11月1日，尤里·阿尔贝托被桑托斯代理主教练埃拉诺提拔至一线队。仅仅25天后，在桑托斯客场1-3不敌巴伊亚的比赛中，阿尔贝托于第74分钟时替补登场，换下了雷纳托，完成了一线队与巴甲首秀。
2018年3月7日，在桑托斯与新沃里松蒂诺格雷米奥的圣保罗州联赛比赛中，尤里·阿尔贝托以16岁11个月20天的年龄攻进了个人在俱乐部层面的首粒进球，也就此成为了“桑托斯鱼”队史中进球第六年轻的球员；虽然他攻入了扳平一球，但桑托斯最终还是在客场1-2不敌对手。5月24日，在桑托斯主场0-0战平库斯科（原名“皇家加西拉索”）的比赛中，阿尔贝托于第49分钟时换下了布埃诺，完成了个人在解放者杯比赛中的首秀。
在2018赛季中，由于他还不满18岁，尤里·阿尔贝托并没有获得过很多的出场机会，但还是获得了比较稳定的登场次数。而在2019赛季中，他在桑保利手下却仅仅出场两次。2020年3月，他回到了一线队，此时的主教练已经变成了葡萄牙人费雷拉，但阿尔贝托还是拒绝了俱乐部提供的续约合同，并在7月时选择离开。

### 巴西国际
2020年7月16日，另一支巴甲球队巴西国际宣布，尤里·阿尔贝托转会加盟，与球队签约五年；该份合约将在8月1日时生效。在社交媒体上宣布这一消息后不久，俱乐部在官网中发布了官方公告，表示后悔将球员的合同细节“泄漏”。
2020年8月3日，巴西国际正式宣布签下尤里·阿尔贝托，双方签约五年。此前，8月1日，国际队曾发布公告，祝阿尔贝托“在桑托斯取得成功”。2021年1月20日，在桑托斯客场5-1大胜圣保罗的比赛中，阿尔贝托三射一传，在完成了帽子戏法的同时也在仅仅16次出场中攻入了10粒联赛进球。

### 泽尼特
2022年1月30日，俄超球队泽尼特宣布，尤里·阿尔贝托转会加盟，与球队签约5年。

## 国家队生涯
2017年2月16日，尤里·阿尔贝托被巴西U-17国少队征召，将随队参加该年的U-17南美锦标赛。他也为巴西队参加了蒙太古杯以及世少赛。
2018年3月7日，尤里·阿尔贝托与他的桑托斯俱乐部队友罗德里戈一同被巴西U-20国家队征召，但由于俱乐部主席的请求，他们二人均被国家队“开除”出队。

## 生涯数据
最後更新：2021年5月20日
| 俱乐部   | 赛季     | 联赛     | 联赛 | 联赛 | 州联赛 | 州联赛 | 杯赛 | 杯赛 | 南美 | 南美 | 其他 | 其他 | 合计 | 合计 |
| 俱乐部   | 赛季     | 联赛级别 | 出场 | 进球 | 出场   | 进球   | 出场 | 进球 | 出场 | 进球 | 出场 | 进球 | 出场 | 进球 |
| -------- | -------- | -------- | ---- | ---- | ------ | ------ | ---- | ---- | ---- | ---- | ---- | ---- | ---- | ---- |
| 桑托斯   | 2017     | 巴甲     | 2    | 0    | —      | —      | —    | —    | —    | —    | —    | —    | 2    | 0    |
| 桑托斯   | 2018     | 巴甲     | 8    | 0    | 4      | 1      | 2    | 1    | 1    | 0    | 3    | 0    | 18   | 2    |
| 桑托斯   | 2019     | 巴甲     | 0    | 0    | 2      | 0      | 0    | 0    | 0    | 0    | —    | —    | 2    | 0    |
| 桑托斯   | 2020     | 巴甲     | 0    | 0    | 3      | 1      | 0    | 0    | 2    | 0    | —    | —    | 5    | 1    |
| 桑托斯   | 合计     | 合计     | 10   | 0    | 9      | 2      | 2    | 1    | 3    | 0    | 3    | 0    | 27   | 3    |
| 巴西国际 | 2020     | 巴甲     | 23   | 10   | —      | —      | 3    | 1    | 3    | 0    | —    | —    | 29   | 11   |
| 巴西国际 | 2021     | 巴甲     | 0    | 0    | 12     | 4      | 0    | 0    | 5    | 3    | —    | —    | 17   | 7    |
| 巴西国际 | 合计     | 合计     | 23   | 10   | 12     | 4      | 3    | 1    | 9    | 3    | 0    | 0    | 48   | 18   |
| 生涯合计 | 生涯合计 | 生涯合计 | 33   | 10   | 21     | 6      | 5    | 2    | 12   | 3    | 3    | 0    | 75   | 21   |

1. 1 2 3 4  在南美解放者杯中的出场
2. ↑  在圣保罗杯（英语：Copa Paulista）中的出场

## 荣誉

### 俱部乐
泽尼特
- 俄罗斯超级联赛冠军：2021/22年度

### 国家队
巴西U-17
- U-17南美锦标赛冠军：2017（英语：2017 South American Under-17 Football Championship）